# Hermanites tricornis
Hermanites tricornis är en kräftdjursart som först beskrevs av Joseph Swain 1967.  Hermanites tricornis ingår i släktet Hermanites och familjen Hemicytheridae. Inga underarter finns listade i Catalogue of Life.